# Херресхофф, Джон Браун Фрэнсис
Джон Браун Фрэнсис Херресхофф (англ. John Brown Francis Herreshoff; 7 февраля 1850, Бристоль, Род-Айленд — 30 января 1932, Атланта) — американский промышленный химик, разрабоваший технические процессы, значительно повысившие эффективность производства серной кислоты и меди.

## Биография

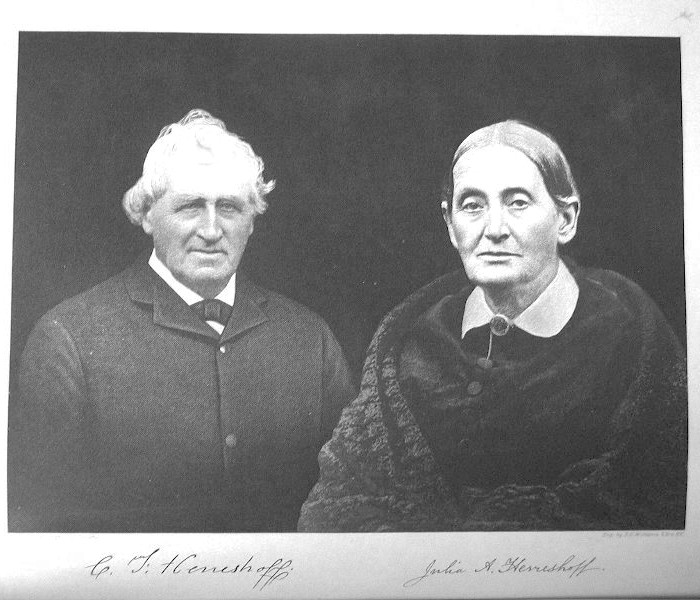
Родители Херресхоффа

Джон Браун Френсис Херресхофф был восьмым ребёнком в семье Чарльза Фредерика Херресхоффа-третьего и Джулии Энн, в девичестве Льюис — представителей богатых семейств Род-Айленда. Родственники отца, выходцы из Пруссии, имели знаменитое кораблестроительное предприятие (см. статью Nathanael Greene Herreshoff), где также работал и Чарльз Фредерик-третий, и породнились с потомками одного из отцов-пилигримов Чеда Брауна. Родственники матери тоже занимались морским делом: были капитанами кораблей и строителями маяков (см. статью Winslow Lewis).
В 1867 году поступил Брауновский университет, основанный его предками. Уже второкурсником, в 1868 (по другим данным — в 1869) году получил должность ассистирующего профессора (доцента) химии на кафедре профессора Эплтона (John Howard Appleton). В то же время нельзя сказать, что молодой учёный был полностью погружён в науку: он был питчером в университетской сборной по бейсболу. В 1870 году он выпустился с дипломом в области химии. Одни источники утверждают, что это был диплом бакалавра, другие — доктора философии.

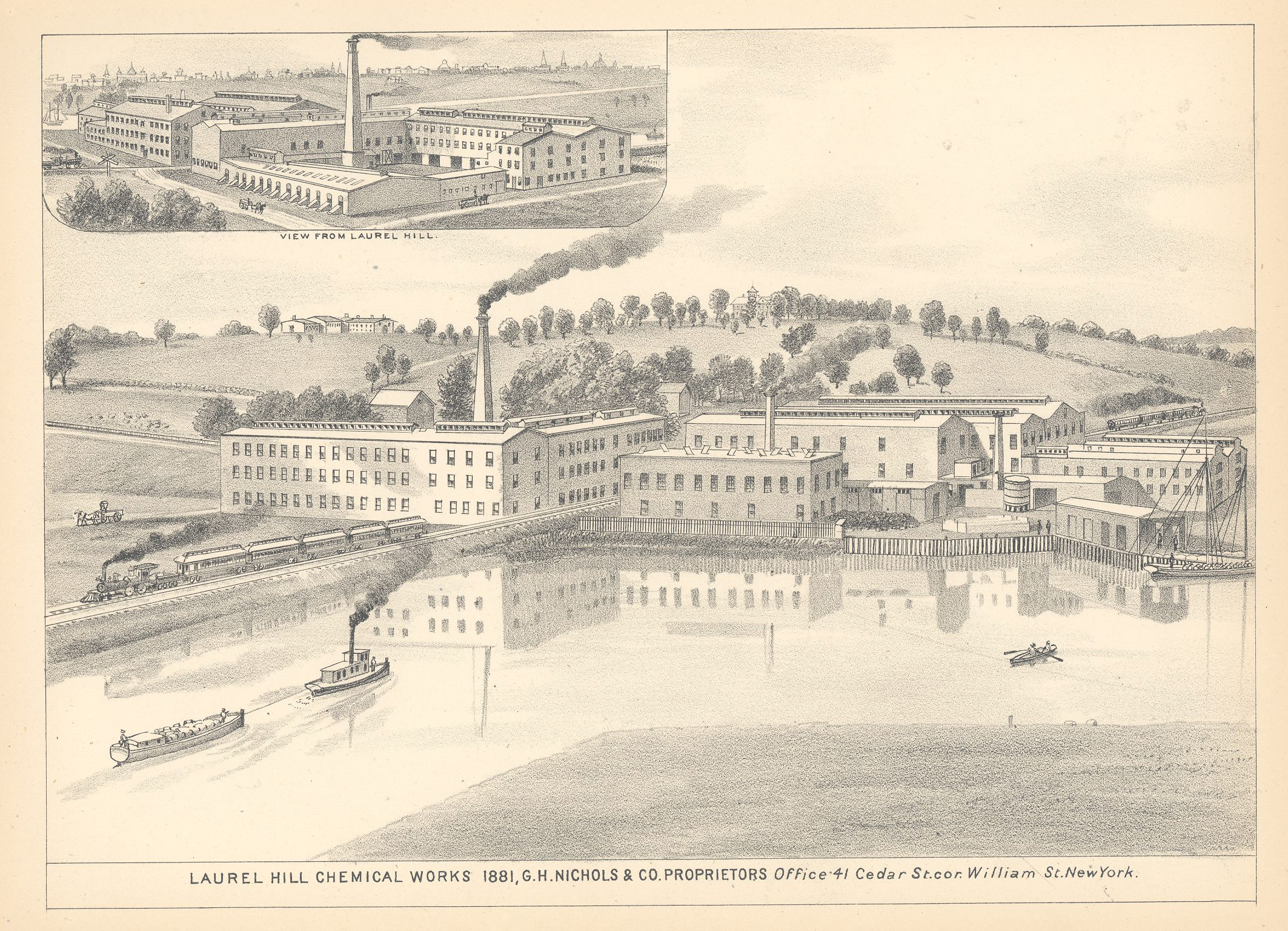
Завод Laurel Hill Chemical Works, 1881

В 1874 году покинул академическую науку и занялся промышленной химией в Нью-Йорке. В 1876 году был назначен управляющим завода Laurel Hill Chemical Works (рядом с рекой Ньютаун-Крик в нью-йоркском пригороде Куинс), принадлежавшего химическому магнату учёному-химику д-ру Уильяму Генри Николсу. Завод, производящий серную кислоту, под руководством Херресхоффа стал крупнейшим предприятием в мире в своей сфере деятельности, в 1895 году фирма была реорганизована в компанию Nichols Chemical Company, вице-президентом которой стал Херресхофф. В 1899 году фирма разделилась на медеплавильный и меднообогатительный комбинат Nichols Copper Company и холдинг General Chemical Company, объединивший 12 химических концернов (впрочем, их совместный капитал составлял лишь 14 млн долларов — 6 % от общей суммы капиталовложений в химическую промышленность США). В последнем Херресхофф занимал должность консультанта, оставаясь вице-президентом и управляющим Nichols Copper Company, обеспечивавшей очистку четвёртой части всей американской меди. Он оставил пост в 1924 году, уже после того, как компания вошла в состав Allied Chemical and Dye Corporation.
Первый раз Херресхофф женился в 1876 году на своей ровеснице Грейс Юджинии Дайер, дочь от этого брака стала художницей. Овдовев в 1880 году, Херресхофф повторно женился два года спустя на 19-летней Эмили Дювалл Ли, и в браке с ней родились трое детей, подаривших ему и внуков. Третий раз Херресхофф вступил в брак в 1919 году, а в четвёртый — в 1925 году (брак был бездетный).

## Вклад в промышленную химию

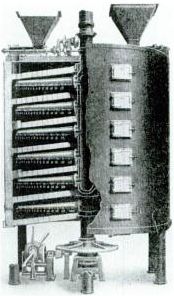
Многоподовая печь Херресхоффа

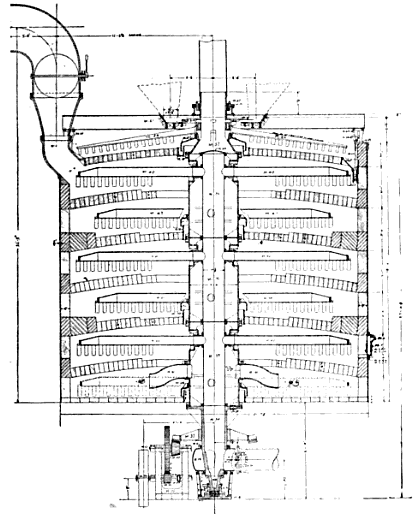

Одно из изобретений Херресхоффа — многоподовая печь для плавки меди, успешная модификация печи Макдугалла (McDougall furnace), разработанная в 1883 году (впервые патент на медеплавильную печь он получил в 1883 году), а позднее и изменённая им для целей железной металлургии. Печь эффективно решала и задачу очистки меди путём десульфизации руды. Такие печи получили широкое распространение, в том числе, использовались и в середине XX века для производства губчатого железа прямым восстановлением из руды.
Однако основным вкладом Херресхоффа в науку и технологию считаются его разработки процесса по производству серной кислоты, значительно повысившие эффективность её производства. Сперва Херресхофф вносил изменения в техпроцессы, применявшиеся на заводе, и значительно повысил чистоту продукта, затем производство было коренным образом изменено. Исходным сырьём по проекту Херресхоффа должны были служить дешёвые канадские пириты, а для производства диоксида серы из пиритов использовалась всё та же высокоэффективная печь. Ранее почти во всём мире для получения серной кислоты применялся камерный процесс, основным недостатком которого была относительно низкая концентрация продукта: до 78 % даже после дистилляции и концентрации платиновыми перегонными кубами. Лишь немецкая компания BASF владела патентом на контактный процесс, детали которого были засекречены, а лицензия была дорогой. Херресхофф разработал весьма схожий процесс, и BASF начали патентную тяжбу против фирмы General Chemical Company. В итоге право на использование процесса осталось у американского предприятия, а BASF, ознакомившись с превосходящими их по некоторым параметрам заводами Херресхоффа, заказали себе несколько его установок.
Первые десятилетия XX века во многих странах, включая Европу и СССР, для производства серной кислоты применялась именно вариация контактного метода Херресхоффа — так называемая система Герресгофа — Байера. К 1930-м годам производительность таких установок уже не соответствовала растущим нуждам промышленности, кроме того, платина была слишком дорогим катализатором, требующим довольно сложной очистки от ядов. Со временем платину заменил ванадий, были изменены и другие процессы.

## Награды
За развитие химии и технологии производства серной кислоты в 1908 году учёный был награждён медалью Перкина.
В генеалогических справочниках говорится, что Херресхофф был членом Американского химического общества, Американского общества инженеров машиностроения (American Society of Mechanical Engineers), Общества химической промышленности и других научных обществ.
Брауновский университет наградил Херресхоффа почётными степенями магистра искусств и доктора наук (Doctor of Science).